# Resolució 843 del Consell de Seguretat de les Nacions Unides
La Resolució 843 del Consell de Seguretat de les Nacions Unides fou adoptada per unanimitat el 18 de juny de 1993. Després de reafirmar la Resolució 724 (1991) i l'article 50 de la Carta de les Nacions Unides, el Consell era conscient del fet que s'havia rebut un augment de nombre de sol·licituds d'assistència en virtut de l'Article 50.
L'Article 50 estableix que si qualsevol estat es veu afectat econòmicament per les mesures preventives o coercitives prescrites pel Consell de Seguretat contra un altre estat, l'estat anterior té dret a consultar el Consell per trobar una solució als problemes. El Comitè establert segons la resolució 724 fou confirmat amb la realització de tasques relacionades amb l'article 50 i era convidat a fer recomanacions al President del Consell de Seguretat per accions apropiades.